# توقيت إسرائيل
توقيت إسرائيل القياسي (بالعبرية: שעון ישראל) (ت ع م+02:00) هو توقيت إسرائيل الرسمي. تتبع إسرائيل التوقيت الصيفي ليصبح التوقيت ت ع م+03:00.

## روابط خارجية
- توقيت إسرائيل الان